# Omega Boek
Omega Boek was een Nederlandse uitgeverij gevestigd in Amsterdam. 
De uitgever gaf boeken uit van onder anderen Cok Grashoff, Nel Schuttevaêr-Velthuys, Yvonne Brill en Karl May. Ook verkocht het de Nederlandse vertaling van Lolita van Vladimir Nabokov.